# Hypoxis floccosa
Hypoxis floccosa là một loài thực vật có hoa trong họ Hypoxidaceae. Loài này được Baker mô tả khoa học đầu tiên năm 1894.